# Taavi Nõmmistu
Taavi Nõmmistu (ur. 10 czerwca 1991) – estoński siatkarz, grający na pozycji atakującego. Od sezonu 2020/2021 występuje w cypryjskiej drużynie Nea Salamina Famagusta.

## Sukcesy klubowe
Puchar Estonii:
- 2009, 2010

Schenker League:
- 2010, 2011, 2012, 2015
- 2014

Mistrzostwo Estonii:
- 2010, 2011, 2012, 2014
- 2015

Superpuchar Belgii:
- 2016

Mistrzostwo Belgii:
- 2017

## Nagrody indywidualne
- 2016: Najlepszy blokujący Schenker League w sezonie 2015/2016